# Carmel Busuttil
Carmel Busuttil, född den 29 februari 1964 i Rabat, är en maltesisk fotbollstränare och före detta -spelare. Han var assisterande förbundskapten för Malta från 2009 till 2011.

## Karriär
Busuttil startade sin karriär i Rabat Ajax, där han vann fem titlar. Efter att ha spelat säsongen 1987/1988 för Verbania i Italien, så flyttade Busuttil till belgiska KRC Genk. I Genk stannade han i sex år, varav fyra som lagkapten, där han blev lagets bästa målskytt tre säsonger. Busuttil blev då den första maltesen som spelat i högsta divisionen för ett lag i Europa. 1994 vände Busuttil hem till Malta för spel i Sliema Wanderers, där han vann både ligan och den inhemska cupen.
I landslaget gjorde Busuttil 111 landskamper och när han slutade var han även Maltas bästa målskytt med 23 mål, en siffra som Michael Mifsud nu har passerat.
Efter spelarkarriären var Busuttil assisterande tränare i Maltas landslag mellan 2003 och 2005, innan han tog över managerposten i Pietà Hotspurs. 2009 blev Busuttil åter assisterande tränare för Maltas landslag, en post han hade i två år innan både han och förbundskaptenen John Buttigieg fick sparken.

## Meriter
- Maltesiska Premier League: 1985, 1986, 1996
- Maltesiska cupen: 1986, 2000
- Maltesiska supercupen: 1985, 1986, 1996, 2000